# Oberlicht

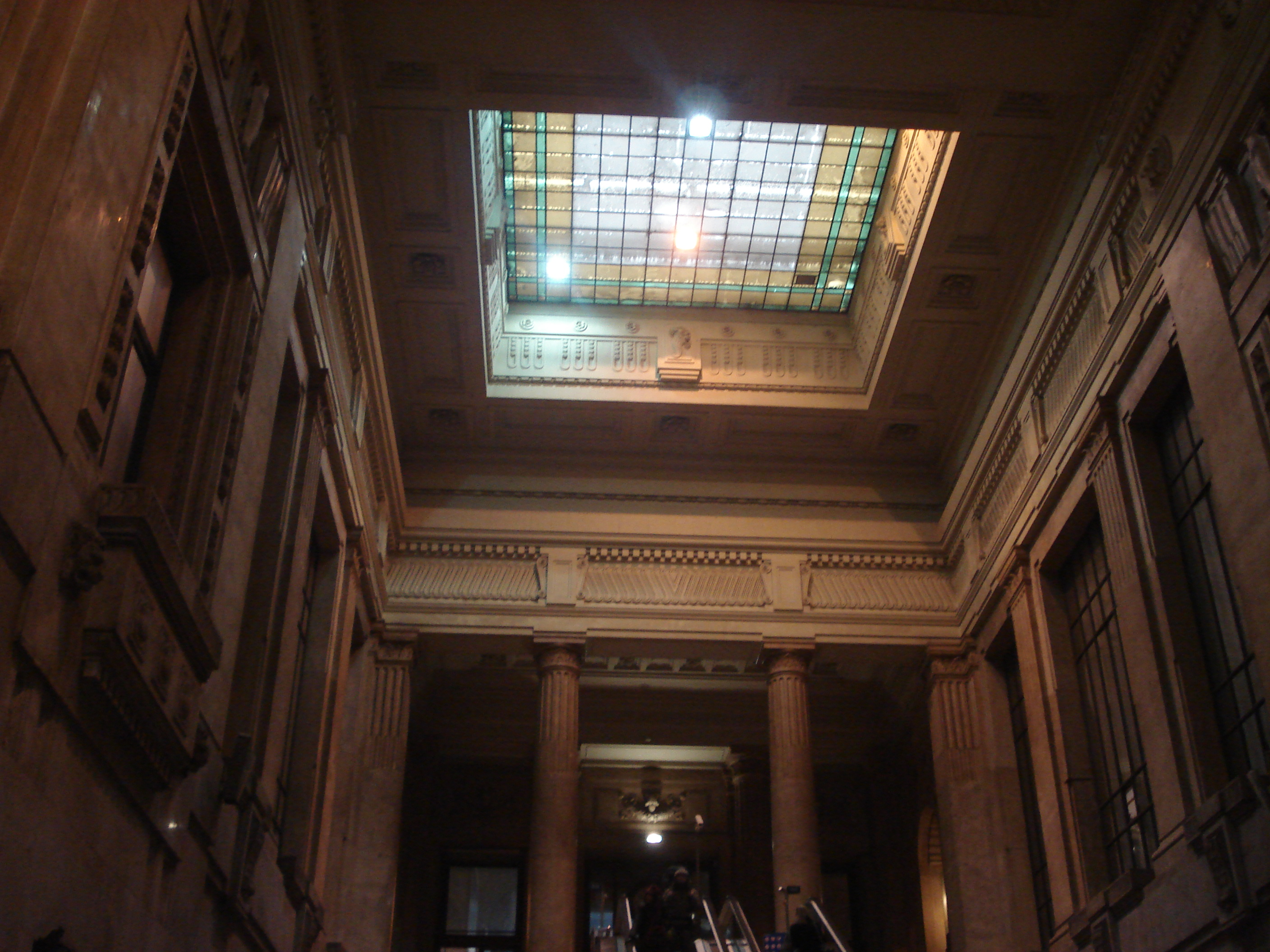
Oberlicht im Mailänder Hauptbahnhof

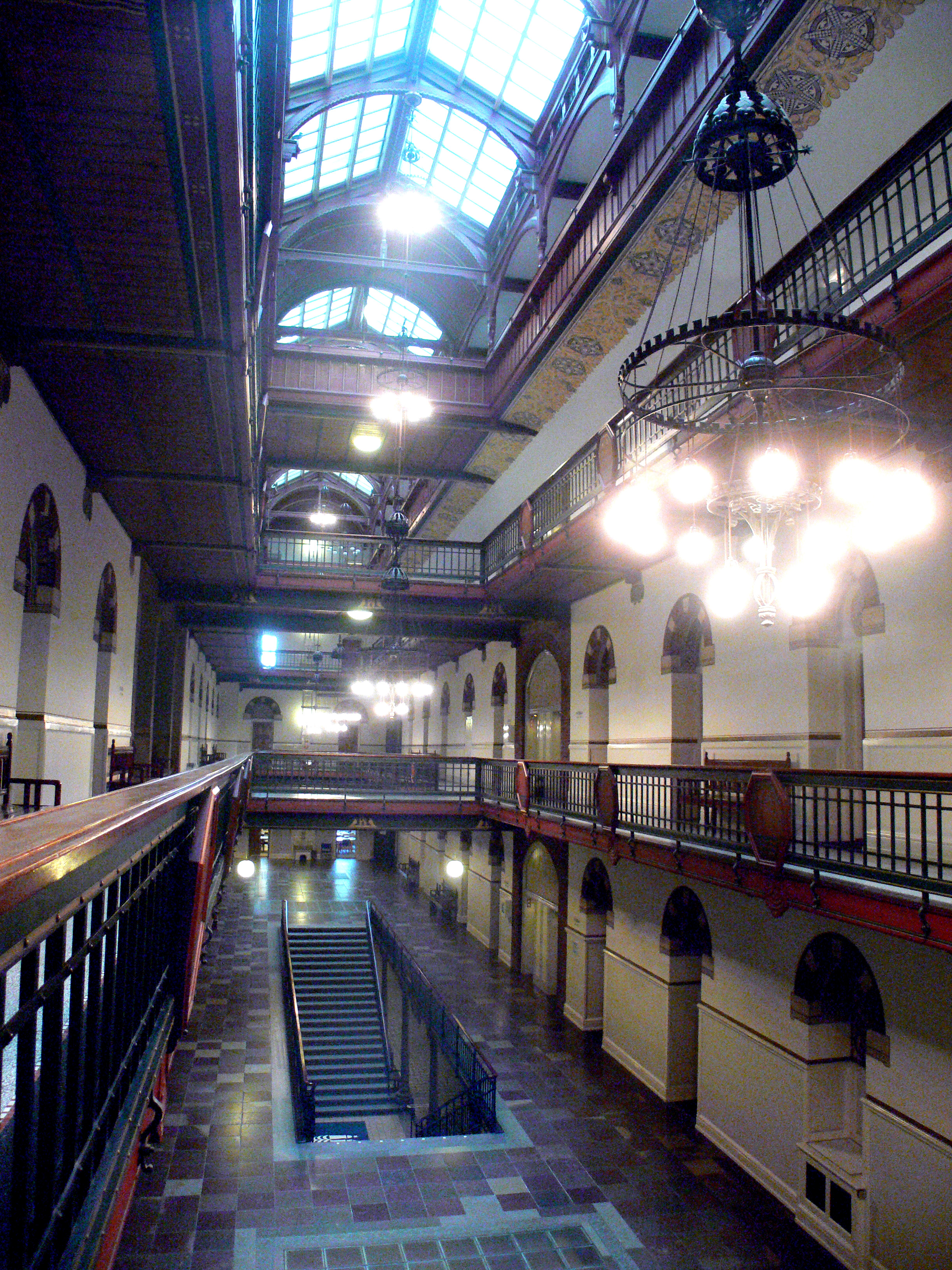
Satteldachförmiges Oberlicht im Rathaus Kopenhagen

Das Oberlicht (in Bayern und Österreich die Oberlichte, in der Schweiz das Oblicht) ist eine Lichtöffnung in der Decke, die den Innenraum mit Tageslicht versorgt. Im Unterschied zum Dachfenster ist ein Oberlicht nicht für den Ausblick auf die Umgebung konzipiert, sondern beschränkt sich auf die Funktion der Belichtung und gegebenenfalls der Belüftung.
Neben dem Bauteil kann der Begriff Oberlicht auch allgemein den Lichteinfall von oben in einem Gebäude bezeichnen, auch Fenster im obersten Teil der Umfassungswände, etwa oberhalb eines Kämpfers angebrachte Fenster, die hohes Seitenlicht geben. Bei Schienenfahrzeugen wird ein Dachaufbau mit einem horizontalen Fensterband Oberlichtaufbau genannt.

## Verwendung und Bauweisen
Oberlichter kommen bei größeren Sälen oder Hallen zur Anwendung oder bei Räumen, die im Gebäudeinneren liegen und daher keine Fensteröffnungen in der Wand haben können.
Wenn ein Raum nicht mit einer waagerechten Decke, sondern mit Dachschrägen abschließt, kann ein Dachfenster verwendet werden. Der Unterschied zwischen großen Oberlichtern und Glasdächern wie überdachten Innenhöfen ist fließend. Für die Industriearchitektur wurde das Sheddach entwickelt, um große Hallen mit Tageslicht zu versorgen.
Im modernen Hausbau kommen industriell gefertigte Oberlichter aus Kunststoff zum Einsatz. Sie bestehen aus einem Aufsatzkranz, der auf die Oberseite des Daches montiert wird und einer nach außen gewölbten, klarsichtigen oder milchigen Lichtkuppel aus Acrylglas oder Polycarbonat. Handelsübliche Maße reichen von 0,30 m × 0,30 m bis 2,50 m × 2,50 m. Solche Oberlichter können zum Öffnen mit einem Elektromotor ausgestattet sein.
Oberlichter werden häufig bei landwirtschaftlichen Gebäuden zur kostengünstigen Belichtung genutzt.
Falls die Raumdecke nicht unmittelbar an die Dachhaut grenzt, kann eine Lichtröhre eingesetzt werden, um Tageslicht in den Raum zu leiten.

## Geschichte

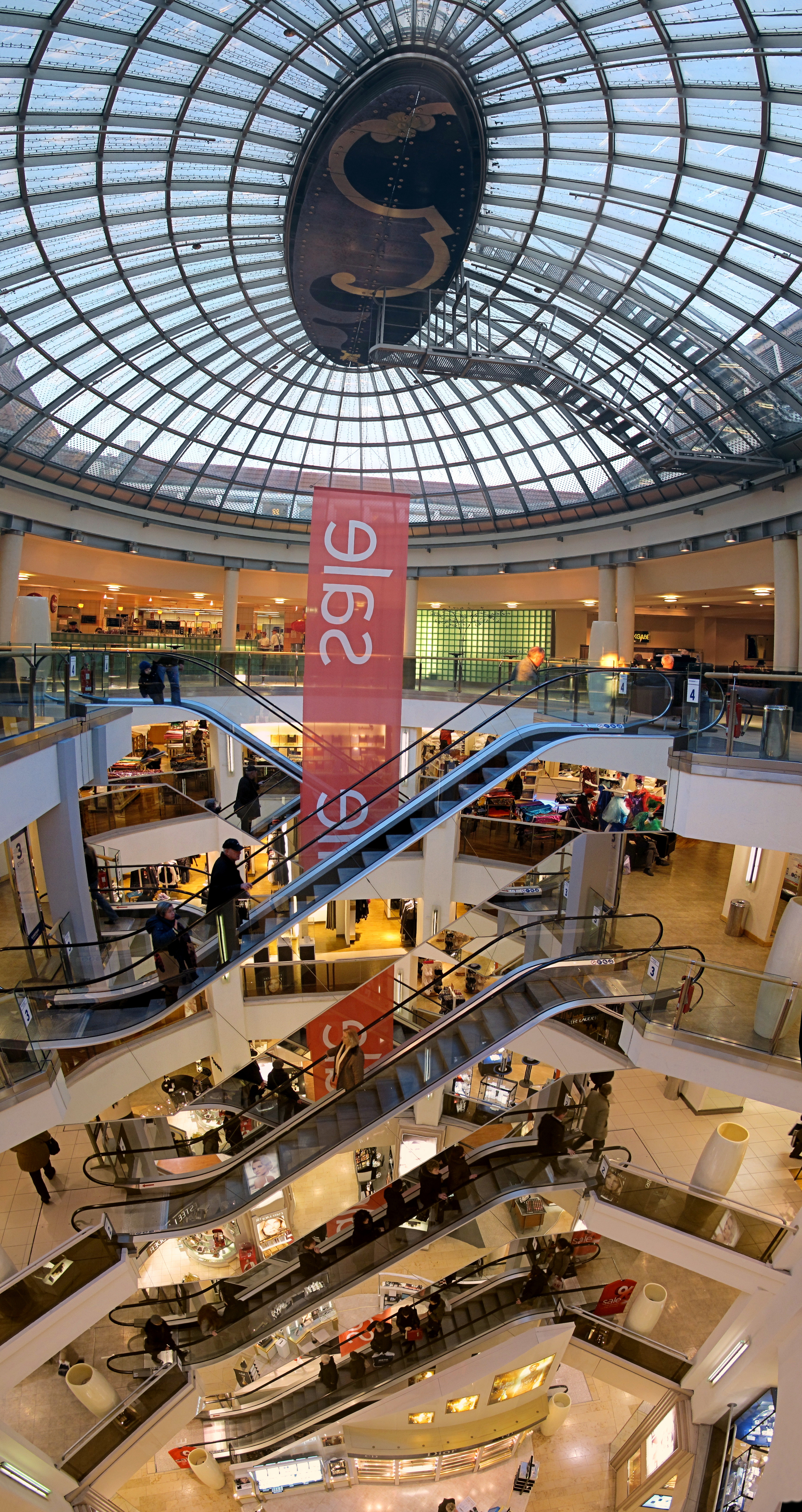
Glasdach im Karstadt (München)

Frühe architekturgeschichtliche Beispiele für das Beleuchtungsprinzip des Oberlichts finden sich in Form von Deckenöffnungen bei ägyptischen Tempeln. Auch das Compluvium, die Deckenöffnung des Atriums in der antiken römischen Baukunst, hatte neben der Aufgabe des Sammelns von Regenwasser auch die Funktion der Belichtung. Als Sonderform kann das offene Opaion im Scheitel einer Kuppel angeführt werden.
Bei bestimmten Bauformen bzw. Bauteilen fällt das Licht von oben auch durch senkrecht stehende Fenster ein: beispielsweise bei Basiliken durch die Fenster des Obergadens oder eines Laternenturms, bei Kuppelbauten durch die Fensterkränze einer Laterne oder eines Tambours.
Verglaste horizontal liegende Oberlichter finden sich häufig in der Architektur des Klassizismus, Historismus und Jugendstils, später in ähnlicher Form. Dabei werden die Glasscheiben meist in eine Dachkonstruktion aus Metall eingebaut, die als Walmdach oder Zeltdach geformt ist. Oberlichter dieser Art sind in der Regel so angelegt, dass sie in der Außenansicht des Gebäudes von einer Attika oder von den umliegenden Dächern verdeckt werden und erst als Element der Innenarchitektur in Erscheinung treten.

## Oberlicht bei Eisenbahnwagen

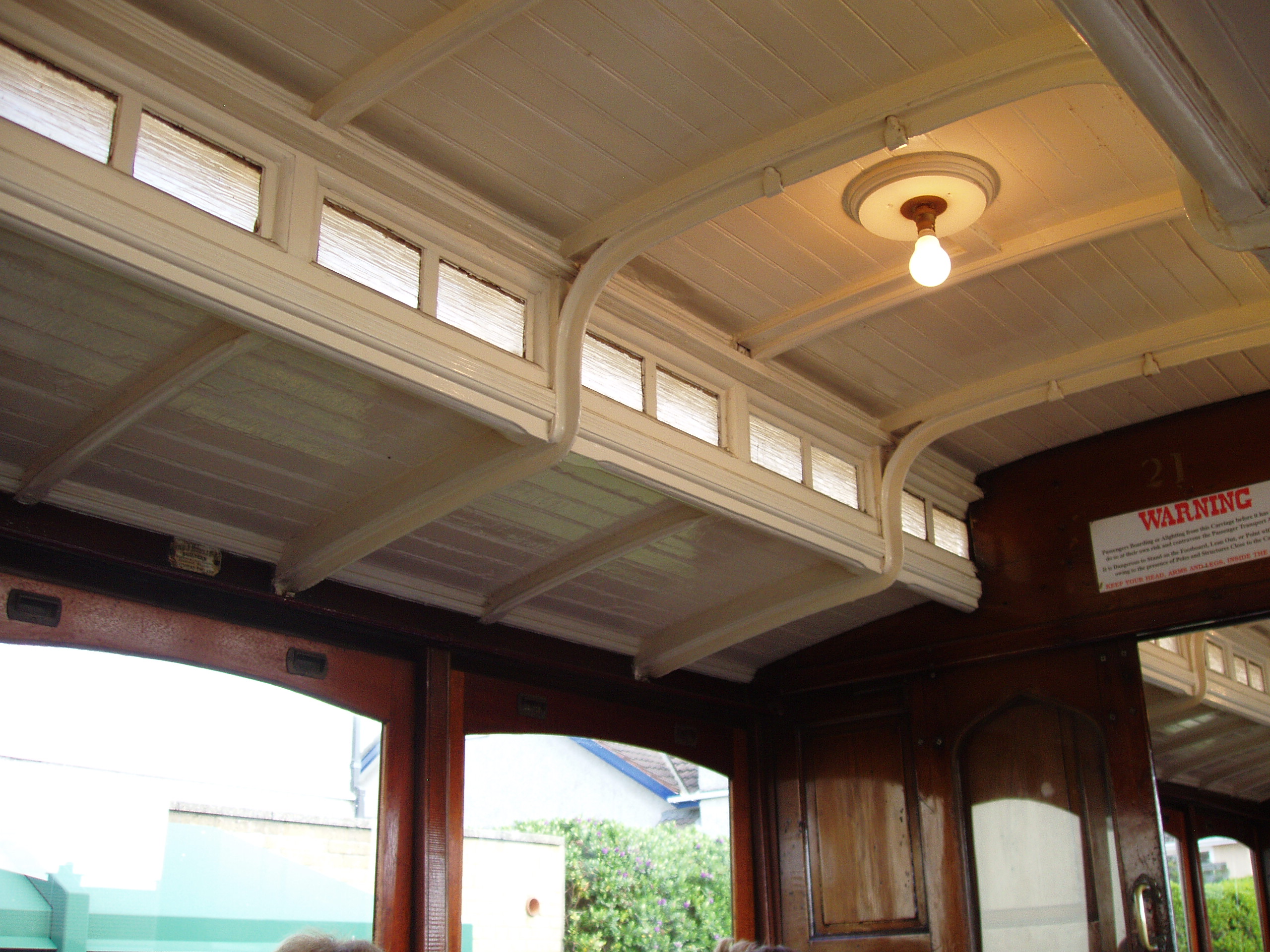
Fensterband bzw. Dachlaterne bei einem historischen Eisenbahnwagen von innen

Bei Eisenbahnwagen kann im Dachbereich ein zusätzliches schmales horizontales Fensterband angeordnet sein. Diese Bauform wird als Oberlichtaufbau oder Laternendach bezeichnet, ist heute aber kaum noch anzutreffen. Beispiele von derartigen Fahrzeugen aus der Frühzeit der Eisenbahn sind:
- der Salonwagen Salon 3 sa 85 aus dem sächsischen Hofzug
- die dreiachsigen bayerischen Abteilwagen B3 Bay 90